# Steven Bonk
Pour les articles homonymes, voir Bonk (homonymie).
Steven Bonk est un homme politique provincial canadien de la Saskatchewan. 
Il représente la circonscription fédérale de Souris—Moose Mountain à titre de député du Parti conservateur du Canada depuis 2025
Il représente aussi la circonscription provinciale de Moosomin à titre de député du Parti saskatchewanais de 2016 à 2024.
Bonk entre au cabinet de Brad Wall en août 2017 à titre de ministre de l'Économie. Il sera remplacé par son prédécesseur, Jeremy Harrison, dans le cabinet du nouveau premier ministre Scott Moe en février 2018.